# Peter Chung Hoan Ting
Peter Chung Hoan Ting (* 10. September 1928 in Luinchi) ist ein römisch-katholischer Geistlicher und Alterzbischof von Kuching.

## Leben
Peter Chung Hoan Ting empfing am 26. September 1954 die Priesterweihe.
Papst Paul VI. ernannte ihn am 1. September 1970 zum Koadjutorvikar von Kota Kinabalu und Titularbischof von Acelum. Der Apostolische Vikar von Kota Kinabalu, James Buis MHM, spendete ihm am 15. November desselben Jahres die Bischofsweihe; Mitkonsekratoren waren Dominic Vendargon, Bischof von Kuala Lumpur, und Gregory Yong Sooi Ngean, Bischof von Penang. 
Mit der Emeritierung James Buis’ MHM am 1. August 1972 folgte er ihm als Apostolischer Vikar von Kota Kinabalu nach. Am 30. Januar 1975 wurde er zum Apostolischen Vikar von Kuching ernannt. Mit der Erhebung zum Erzbistum am 31. Mai 1976 wurde er zum ersten Erzbischof von Kuching ernannt. Am 21. Juni 2003 nahm Papst Johannes Paul II. sein altersbedingtes Rücktrittsgesuch an.